# Pomarea whitneyi
El monarca de Fatu Hiva (Pomarea whitneyi) es una especie de ave paseriforme de la familia Monarchidae endémica de la isla Fatu Hiva, en las islas Marquesas, de la Polinesia francesa. Su nombre ciéntífico conmemora al filántropo norteamericano Harry Payne Whitney.
Está considerada una especie en peligro crítico de extinción, ya que su población se ha reducido en más del 90% en un lapso de 21 años (tres generaciones). En la actualidad se cree que su población es de unos 50 ejemplares, de los cuales solo 33 son individuos maduros. Se cree que esta disminución se debe a la introducción de ratas negras, las cuales fueron observadas por primera vez en febrero del 2000. La adopción reciente de medidas para control de este depredador en Fatu Hiva, han reducido el ritmo de pérdida de territorio del 60% en 2007–2009 al 30% en 2009–2011.